# The Time of the Oath
The Time of the Oath je sedmé studiové album německé powermetalové skupiny Helloween. Vyšlo v roce 1996 a je věnováno bývalému bubeníkovi kapely, Ingu Schwichtenbergovi, který rok před vydáním alba spáchal sebevraždu.

## Popis alba
Jedná se o konceptuální album. Podle slov zpěváka Andiho Derise je založené na Nostradamových proroctvích pro roky 1994–2000. Vykladači proroctví tvrdí, že předpovídají třetí světovou válku a poté tisíciletí míru, pokud lidé učiní správná rozhodnutí. Album je tedy o těchto rozhodnutích lidstva.
Na přebalu alba se po vzoru alb Keeper of the Seven Keys I a II objevuje postava „strážce“ (Keeper). Místo výjevu z vesmíru (jako na přebalu Keeper of the Seven Keys Part I) má pod kápí hvězdy a řadu zlatých prstenů ve stylu přebalu předchozího alba Master of the Rings. Skladba The Time of the Oath je odkazem na páté dějství druhého dílu Goethova Fausta.
Z alba vzešly tři singly: Power, The Time of the Oath a Forever and One (Neverland). Jedná se o první album Helloween, na jehož psaní se podíleli všichni členové skupiny.

## Seznam skladeb
| Pořadí | Název                       | Autor                  | Délka |
| ------ | --------------------------- | ---------------------- | ----- |
| 1.     | We Burn                     | Andi Deris             | 3:04  |
| 2.     | Steel Tormentor             | Michael Weikath, Deris | 5:40  |
| 3.     | Wake Up the Mountain        | Uli Kusch, Deris       | 5:01  |
| 4.     | Power                       | Weikath                | 3:28  |
| 5.     | Forever and One (Neverland) | Deris                  | 3:54  |
| 6.     | Before the War              | Deris                  | 4:33  |
| 7.     | A Million to One            | Kusch, Deris           | 5:11  |
| 8.     | Anything My Mama Don't Like | Deris, Kusch           | 3:46  |
| 9.     | Kings Will Be Kings         | Weikath                | 5:09  |
| 10.    | Mission Motherland          | Weikath, Helloween     | 9:00  |
| 11.    | If I Knew                   | Weikath                | 5:30  |
| 12.    | The Time of the Oath        | Roland Grapow, Deris   | 6:58  |

## Sestava
- Andi Deris – zpěv
- Michael Weikath – kytara
- Roland Grapow – kytara
- Markus Grosskopf – basová kytara
- Uli Kusch – bicí